# 龙东大道
龙东大道是中華人民共和國上海市浦東新區的一條道路，西起龍陽路與羅山高架路的交匯處，東至上海繞城高速，建於1985年，以起訖點龍王廟和東海命名為龍東公路。為配合浦東國際機場的修建，1996年9月起道路進行改擴建和延伸，1997年12月18日竣工通車，並更名為龍東大道。2018年底，當局在龍東大道上開始進行龍東高架路建設，該高架路起點位於張江立交橋，終點位於上海郊環線，屬於城市快速路，為双向6车道，全长13.85公里，最高时速80公里。2020年6月30日，龍東高架路的羅山路立交橋至上海中環線路段通車。剩餘路段於2020年底竣工。建成後地面道路依舊保留。

## 主要交汇道路（西向东）
- 罗山路接龙阳路（内环高架路、罗山高架路）（张江立交）
- 科苑路
- 云山路
- 金科路
- 紫竹路
- 金桥路/张江路
- 金港路/广兰路
- 申江路（中环路）
- 张东路
- 外环高速（环东二大道立交）
- 唐陆公路
- 金丰路
- 顾唐路
- 华东路
- 丽雅路
- 川沙路
- 东胜路
- 庆达路
- 凌空北路
- 汇庆路
- 东川公路
- 上海绕城高速接龙东支路